# Conostegia attenuata
Conostegia attenuata är en tvåhjärtbladig växtart som beskrevs av José Jéronimo Triana. Conostegia attenuata ingår i släktet Conostegia och familjen Melastomataceae.
Artens utbredningsområde är Colombia. Inga underarter finns listade i Catalogue of Life.